# گروه پی‌ای
گروه پی‌ای (انگلیسی: PA Group) شرکت فناوری اطلاعات بریتانیایی است، که در سال ۱۹۴۳ تأسیس شد.